# Глазевальд, Артур Эрнст
Артур Эрнст Глазевальд (нем. Arthur Ernst Glasewald; 1861—1926) — немецкий торговец книгами, а позже торговец почтовыми марками в Гёснице близ Лейпцига (с 1880), крупный филателист, автор статей и книг по филателии и известный филателистический эксперт, пионер в изучении частных почт Германии, летописец своего родного города. Он основал Internationale Verein für Localmarkenkunde и был редактором и издателем журнала Neueste Privatpost-Nachrichten. Соавтор и издатель «Справочник по маркам частных почт Германии» (Handbuch der deutschen Privatpostmarken). Использовал псевдоним А. Эрдманн.

## Биография
Артур Эрнст Глазевальд родился в семье переплётчика Артура Глазевальда. Артур сам вначале стал переплётчиком по профессии, уже позже стал торговать почтовыми марками. Коллекционированием почтовых марок Артур увлёкся школьником в возрасте семи лет. Формированию его коллекции способствовал отец, который до этого путешествовал по Скандинавии в течение 10 лет. Ещё больше филателистического материала поступило от его дяди, живущего в США. После прохождения ученичества на переплетчика Глазевальд стал странствующим мастером в 1878 году. До 1882 года он работал у продавца книг Левенталя (Löwenthal) в Касселе, в витрине магазина которого были выставлены на продажу большие марочные листы.
По инициативе Глазевальда 17 ноября 1881 года был основан Кассельский клуб филателистов (Casseler Philatelisten-Club), который с 1895 года стал называться Обществом по изучению почтовых марок Касселя (Verein für Briefmarkenkunde zu Cassel). В 1880—1881 годах он устроился в книжный магазин в протестантском клубе (Haus Löwental) в Касселе, в котором имелся филателистический отдел, который получил коробки с почтовыми марками для миссии сирийского приюта в Иерусалиме со всего мира. В 1883 году Глазевальд начал работать в качестве первого обученного филателистического дилера у международно известного в то время крупного оптового торговца почтовыми марками Юлиуса Гольднера, от которого он ушёл сразу после того, как способствовал созданию Общества филателистов.
В 1885 году он стал управляющим директором компании H. J. Dauth, торгующей писчебумажными товарами и почтовыми марками во Франкфурте-на-Майне. В то же время Глазевальд возглавил издательский отдел «Франкфуртер Брифмаркен-Цайтунг» («Frankfurter Briefmarken-Zeitung»). Тогда же он принимал активное участие в клубной жизни Общества по изучению почтовых марок 1878 года во Франкфурте-на-Майне (Vereins für Briefmarkenkunde von 1878 Frankfurt am Main).
С 15 марта 1886 года он независимый торговец марками в Гёсснице и в 1900 году стал руководителем Федерального исследовательского центра по филателии (Bundesprüfstelle für Philatelie). В списке экспертов Федерального общества немецких и австрийских филателистов (Bund Deutscher und Österreichischer Philatelisten-Vereine) с 1897 года он уже указан в качестве общего эксперта, а также специального эксперта по почтовым маркам Бадена, южной Болгарии, Греции и Турн-и-Таксиса.
Глазевальда считают значимым филателистом, имеющим значительное влияние и большую харизму. Поскольку он боролся с фальсификациями, к нему обращались снова и снова как к судебному эксперту — он помогал в формировании этой концепции и мог называть вещи своими именами. Глазевальд в числе первых поддержал выпуск почтово-благотворительных марок для оказания помощи нуждающимся.
Будучи коллекционером с детства, в 1922 году он передал свою торговлю почтовыми марками сыну, посвятив себя филателистической экспертизе и руководству Немецким филателистическим обществом (Deutsche Philatelisten-Verband).

## Награды
- 1920 — Медаль Линденберга.
- 1925 — Медаль Ганса Вагнера.

## Медаль Глазевальда
В 1928 году в память о Глазевальде был учрежден доверительный фонд для награждения медалью за заслуги в изучении истории частных почт Германии.
В 1952 году обществом «Меркурий», объединяющим коллекционеров марок частных почт и родственных областей и созданным в 1947 году, была учреждена медаль Глазевальда
. Первое награждение было произведено задним числом за 1947 год и за 1951 год.
В числе некоторых лиц, награждённых медалью Глазевальда, можно назвать:
- Генрих Дюстербен (Heinrich Düsterbehn; 1950)
- Георг Глазевальд (Georg Glasewald; 1951)
- Пауль Рампахер (Paul Rampacher; 1955)
- Л. Н. и М. Уильямс[англ.] (1961)
- Ханс Мейер цу Эйссен (Hans Meier zu Eissen; 1982)
- Хорст Мюллер (Horst Müller; 1994)
- Ральф Филлипс (Ralph Phillips; 2016)[6]

## Труды
- Handbuch der deutschen Privatpostmarken (Справочник по маркам частных почт Германии).
- Die Postwerthzeichen von Griechenland: Nach den neuesten Forschungen. 1896.
- Турн-и-Таксис в истории и филателии.
- Почта на войне.